# SLAPP
SLAPP (engl. strategic lawsuit against public participation = Strategische Klage gegen öffentliche Beteiligung; engl. slap = Ohrfeige, Schlag ins Gesicht) ist ein Akronym für eine rechtsmissbräuchliche Form der Klage, die den Zweck hat, Kritiker einzuschüchtern und ihre öffentlich vorgebrachte Kritik zu unterbinden. Sie wird in den meisten Fällen von Unternehmen, seltener von Privatpersonen oder Behörden, gegen NGOs oder Individuen angestrengt, welche die Geschäftspraktiken des Unternehmens, die Aktivitäten des Individuums oder der Behörde öffentlich kritisieren.

## Geschichte
Der Begriff wurde in den 1990ern von den beiden Professoren Penelope Canan und George W. Pring von der Universität Denver geprägt. Typischerweise geht es nicht darum, ob die Klage realistische Erfolgsaussichten hat, sondern darum, den Beklagten durch die zu befürchtenden Prozesskosten und den hohen Aufwand eines Gerichtsverfahrens dazu zu bringen, „freiwillig“ seine Tätigkeit einzustellen. Eine SLAPP kann auch dazu führen, dass andere davon abgehalten werden, sich an der Debatte zu beteiligen.

### No-SLAPP-Bündnis Deutschland
In Deutschland haben sich mehrere Organisationen zum deutschen No-SLAPP-Bündnis zusammengeschlossen. Mitglieder sind Reporter ohne Grenzen e.V. (RSF), Deutscher Journalisten-Verband (DJV), Umweltinstitut München e.V., Rettet den Regenwald e.V., FragDenStaat, Deutsche Journalistinnen- und Journalisten-Union (dju, ver.di), Aktion gegen Arbeitsunrecht e.V., Blueprint for Free Speech e.V. sowie Green Legal Impact e.V. (GLI).
Das deutsche Bündnis ist Teil der Coalition Against SLAPPs in Europe (CASE).
Im Juli 2023 forderten verschiedene NGOs, darunter Caritas, Diakonie und Amnesty International, von der österreichischen Bundesregierung eine Gesetzgebung zur Verhinderung von SLAPP-Klagen, die nach ihrer Ansicht rechtsmissbräuchlich seien.

## Gesetze in den USA
In vielen US-Bundesstaaten gibt es mittlerweile Schutzgesetze gegen SLAPPs, sogenannte anti-SLAPP (auch engl. SLAPP-back) Gesetze, die eine zügige Klageabweisung und Kostenerstattung an den Beklagten vorsehen.

## Gesetze in Europa
Anfang 2021 hat die Europäische Kommission eine Anti-SLAPP Expertengruppe benannt. Die Europäische Kommission stellte im Kampf gegen strategische Klagen gegen Journalisten (SLAPP) am 16. September 2021 nun auch Empfehlungen an die Mitgliedsstaaten vor. Solche strategische Klagen ohne Aussicht auf Erfolg werden auch in Unionsmitgliedstaaten als Druckmittel zur Einschüchterung von Journalisten und Menschenrechtsverteidigern eingesetzt. Die Kommission hat am 4. Oktober 2021 eine öffentliche Konsultation zum Schutz von Journalisten und Menschenrechtsverteidigern gegen solche missbräuchliche Gerichtsverfahren gestartet. Den Mitgliedsstaaten empfiehlt die EU-Kommission z. B. rechtliche und psychologische Beratung für betroffene Journalisten und Menschenrechtsverteidiger zur Verfügung zu stellen. 2022 soll eine Richtlinie auf europäischer Ebene zur Medienfreiheit vorgestellt und SLAPP verboten werden. Auch im Europäischen Parlament laufen diesbezüglich Untersuchungen. Die Richtlinie wurde im März 2024 erlassen. Es ist die Richtlinie (EU) 2024/1069. Die Regelungen stießen jedoch auf Kritik, da sie nur für Fälle mit internationaler Konstellation wirken und Betroffene die Kosten für ihre Rechtsvertretung weiterhin auch dann tragen müssen, wenn die Klage missbräuchlich war.

## Beispiele
In der EU werden SLAPP-Klagen unter anderem aus Polen, Ungarn und Malta berichtet, wo Regierungsvertreter Medien einschüchterten. Das in Deutschland bekannteste SLAPP-Verfahren betrifft den Autor und Filmemacher Alexander Schiebel und Karl Bär vom Umweltinstitut München, die von fast 1.400 Südtiroler Bauern wegen übler Nachrede verklagt wurden.
In Österreich wurde 2021 das regierungskritische Online-Medium Zackzack.at vom Wiener Gastronomen und persönlichen Freund des damaligen österreichischen Bundeskanzlers Sebastian Kurz (ÖVP), Martin Ho, und dem Tiroler Bauunternehmer René Benko in zwei separaten Klagen auf insgesamt 3 Millionen Euro verklagt. Zackzack.at spricht von "Einschüchterung", die eine kritische Berichterstattung über die ÖVP unterbinden solle. Die Höhe der Klagesumme beträgt das Dreifache des Jahresbudgets von Zackzack.at und hat daher das Potential, das Medium in den Konkurs zu treiben.
Das Adelshaus Hohenzollern klagte mehrfach gegen Historiker, die über die Rolle der Familie während des Nationalsozialismus forschten, wobei es sich nach Ansicht von Kommunikations- und Medienwissenschaftlern der Universität Leipzig um SLAPP-Klagen handelt.
Das Wallstreet Journal veröffentlichte im Juli 2025 einen Brief, den Donald Trump im Jahr 2003 an Jeffrey Epstein geschrieben haben soll. Der Brief enthält einige maschinengeschriebene Zeilen, die von einer per Hand gemalten Silhouette einer nackten Frau umrahmt waren. Am Ende des Briefes steht: „Herzlichen Glückwunsch zum Geburtstag - und möge jeder Tag ein weiteres wunderbares Geheimnis sein.“ Obwohl sich aus dem Brief keinerlei strafbares Verhalten ergibt, reagierte Trump äußerst gereizt, als man ihn mit Epstein in Verbindung brachte. Trump behauptete, den Brief nicht verfasst zu haben und reichte eine Klage auf Schadensersatz über 10 Milliarden Dollar gegen das Wallstreet Journal ein. Dieses Vorgehen kann als SLAPP-Klage bezeichnet werden, da er vorrangig das Ziel hat, die Zeitung zum Schweigen zu bringen.